# Paweł Bernas
Paweł Bernas (Gliwice, 24 maggio 1990) è un ciclista su strada e mountain biker polacco, attivo tra gli Elite UCI dal 2013.

## Palmarès

### Strada
- 2011 (Under-23)

Classifica generale Carpathian Couriers Race
- 2014 (BDC Marcpol, tre vittorie)

Visegrad 4 Bicycle Race - GP Slovakia
Visegrad 4 Bicycle Race - GP Hungary
1ª tappa Tour of China (Xi'an > Xi'an)
- 2015 (Verva ActiveJet, sei vittorie)

1ª tappa Gran Prémio Liberty Seguros (Sines > Vila do Bispo)
4ª tappa Volta ao Alentejo (Aljustrel > Vila Nova de Santo André)
Classifica generale Volta ao Alentejo
3ª tappa Szlakiem Grodów Piastowskich (Dzierżoniów > Dzierżoniów)
Classifica generale Szlakiem Grodów Piastowskich
Visegrad 4 Bicycle Race - GP Czech Republic
- 2020 (Mazowsze Serce Polski, due vittorie)

Grand Prix Alanya
4ª tappa Giro della Regione Friuli Venezia Giulia (Percoto > Martignacco)

#### Altri successi
- 2013 (BDC Marcpol)

4ª tappa Dookoła Mazowsza (Nowy Dwór Mazowiecki, cronosquadre)
- 2014 (BDC Marcpol)

GP Borgeres
Memoriał Stanisława Królaka
- 2015 (Verva ActiveJet)

Classifica a punti Gran Prémio Liberty Seguros
- 2017 (Domin Sport)

GP Dzierzoniowa
Memoriał Kazimierza Gazdy
Memoriał Stanisława Szozdy
- 2018 (CCC Polkowice)

Tyskie Kryterium Fiata
- 2021 (HRE Mazowsze Serce Polski)

Classifica scalatori Alpes Isère Tour
- 2023

Ogolnopolski Wyscig Kolarski o Puchar Wojta Gminy Chrzastowice
- 2024 (Mazowsze Serce Polski)

Kryterium Asów 2 - Titans of Polish Cycling
3ª tappa Tour de Kurpie (Kurpiowska Kraina, cronosquadre)

### Mountain bike
- 2022

Gdynia (Marathon)
Campionati polacchi, Marathon Elite

## Piazzamenti

### Grandi Giri
- Vuelta a España

2019: 149º

### Competizioni mondiali
- Campionati del mondo su strada

Città del Capo 2008 - In linea Junior: ritirato
Copenaghen 2011 - In linea Under-23: 125º
Valkenburg 2012 - In linea Under-23: 73º
Toscana 2013 - Cronosquadre: 31º
Ponferrada 2014 - Cronosquadre: 28º
- Campionati del mondo di Mountain bike

Danimarca 2022 - Marathon: 24º

### Competizioni europee
- Campionati europei su strada

Goes 2012 - Cronometro Under-23: 29º
Goes 2012 - In linea Under-23: 75º
Herning 2017 - In linea Elite: 87º
Alkmaar 2019 - In linea Elite: ritirato
Plouay 2020 - In linea Elite: ritirato
- Giochi europei

Baku 2015 - In linea Elite: ritirato
- Campionati europei di Mountain bike

Cechia 2022 - Marathon: 7º